# Kenji Arima
Kenji Arima (有馬 賢二 Arima Kenji?, nacido el 26 de noviembre de 1972 en Kanagawa) es un exfutbolista japonés y el entrenador del Fagiano Okayama. Durante su carrera de futbolista, jugaba de delantero y su último club fue el Yokohama FC de Japón.

## Trayectoria
Arima nació en Yokohama el día 26 de noviembre de 1972. Después de su graduación de la Universidad Nihon, fue fichado por Kashiwa Reysol en el año 1995 que había ascendido nuevamente a la J1 League. Arima jugó principalmente como suplente durante tres temporadas. En 1998, se unió al Consadole Sapporo y en 1999 al Yokohama FC que era un nuevo club en la Japan Football League y en su ciudad natal. Ahí jugó regularmente y el club ganó la liga dos años seguidos (1999-2000) y ascendió a la J2 League en 2001. Arima también fue el máximo goleador y ganó el premio MVP (jugador más destacado) en 2000. Se retiró como jugador al final de la temporada 2002. 

### Clubes
| Club              | País  | Año         |
| ----------------- | ----- | ----------- |
| Kashiwa Reysol    | Japón | 1995 - 1997 |
| Consadole Sapporo | Japón | 1998        |
| Yokohama FC       | Japón | 1999 - 2002 |

## Estadísticos como jugador
| Rendimiento del club | Rendimiento del club | Rendimiento del club | Liga     | Liga   | Copa          | Copa          | Copa de Liga | Copa de Liga | Total    | Total |
| Temporada            | Club                 | Liga                 | Partidos | Goles  | Partidos      | Goles         | Partidos     | Goles        | Partidos | Goles |
| Japan                | Japan                | Japan                | League   | League | Emperor's Cup | Emperor's Cup | J.League Cup | J.League Cup | Total    | Total |
| -------------------- | -------------------- | -------------------- | -------- | ------ | ------------- | ------------- | ------------ | ------------ | -------- | ----- |
| 1995                 | Kashiwa Reysol       | J1 League            | 7        | 0      | 0             | 0             | -            | -            | 7        | 0     |
| 1996                 | Kashiwa Reysol       | J1 League            | 8        | 2      | 2             | 0             | 8            | 2            | 18       | 4     |
| 1997                 | Kashiwa Reysol       | J1 League            | 5        | 0      | 0             | 0             | 5            | 1            | 10       | 1     |
| 1998                 | Consadole Sapporo    | J1 League            | 10       | 2      | 1             | 0             | 3            | 1            | 14       | 3     |
| 1999                 | Yokohama FC          | Football League      | 24       | 19     | 3             | 3             | -            | -            | 27       | 22    |
| 2000                 | Yokohama FC          | Football League      | 22       | 24     | 2             | 3             | -            | -            | 24       | 27    |
| 2001                 | Yokohama FC          | J2 League            | 42       | 10     | 2             | 2             | 3            | 0            | 47       | 12    |
| 2002                 | Yokohama FC          | J2 League            | 25       | 2      | 3             | 1             | -            | -            | 28       | 3     |
| Total                | Total                | Total                | 143      | 59     | 13            | 9             | 19           | 4            | 175      | 72    |

## Trayectoria como entrenador
Después de retirarse, Arima empezó su carrera como entrenador con el FC Tokyo en 2003. Principalmente entrenaba el equipo juvenil durante 10 años hasta el año 2013. En 2014, empezó a ser el entrenador del YSCC Yokohama que había ascendido nuevamente a la J3 League, pero quedaron últimos en la liga los dos años que Arima entrenaba ahí, por lo cual se jubiló. En 2019, Fagiano Okayama que juega en la J2 League lo contrató como entrenador. 

## Estadísticos como entrenador
Actualizado; 31 diciembre 2018
| Club            | Desde | Hasta       | Partidos | Ganados | Empates | Perdidos | Ganados % |
| --------------- | ----- | ----------- | -------- | ------- | ------- | -------- | --------- |
| YSCC Yokohama   | 2014  | 2015        | 69       | 11      | 18      | 40       | 15.94     |
| Fagiano Okayama | 2019  | actualmente |          |         |         |          |           |
| Total           | Total | Total       | 69       | 11      | 18      | 40       | 15.94     |